# Believe in Love
Believe in Love è un celebre brano della band hard rock/heavy metal Scorpions.
Scritto dal chitarrista Rudolf Schenker e dal cantante Klaus Meine, è contenuto nell'album Savage Amusement pubblicato nel 1988. Believe In Love è una delle migliori canzoni dell'album e del gruppo stesso: inizia con la chitarra di Rudy accompagnata dalla batteria. La voce di Klaus è molto romantica, all'inizio la voce è molto bassa. Si è posizionata dodicesima nella chart Mainstream Rock Tracks.

## Formazione
- Klaus Meine - voce
- Rudolf Schenker - chitarra
- Matthias Jabs - chitarra
- Francis Buchholz - basso
- Herman Rarebell - percussioni